# メハディ・ベン・スリマヌ
メハディ・ベン・スリマヌ（Mehdi Ben Slimane、1974年1月1日 - ）は、チュニジアの元サッカー選手。元チュニジア代表。ポジションはフォワード。

## 来歴
1995年にチュニジア代表デビュー。アフリカネイションズカップ1996では全6試合に出場、準優勝した。1998 FIFAワールドカップでもグループステージ全3試合に出場した。1999年までに38試合に出場、6得点をあげた。

## 代表歴

### 出場大会
- チュニジア代表
  - 1998 FIFAワールドカップ

### 試合数
- 国際Aマッチ 38試合 6得点（1995年-1999年）[1]

| チュニジア代表 | 国際Aマッチ | 国際Aマッチ |
| 年             | 出場        | 得点        |
| -------------- | ----------- | ----------- |
| 1995           | 5           | 1           |
| 1996           | 12          | 1           |
| 1997           | 9           | 1           |
| 1998           | 11          | 2           |
| 1999           | 1           | 1           |
| 通算           | 38          | 6           |